# Matteo Sassi
Matteo Sassi, född 1646, död 1723, var en italiensk arkitekt under barockepoken. Påve Clemens XI uppdrog år 1715 åt Sassi och Giuseppe Sardi att bygga om kyrkan Santa Maria in Monticelli i Rom och rita en ny fasad.